# Edmund Garratt Gardner
John Edmund Garratt Gardner (* 12. Mai 1869 in Kensington (London); † 27. Juli 1935 in London) war ein britischer Romanist und Italianist.

## Leben und Werk
Gardner, der anfänglich Medizin studierte, kam über einen Erholungsaufenthalt in Florenz (ab 1890) zur im Selbststudium erworbenen Italianistik. Auf Grund seiner Veröffentlichungen wurde er 1910 ohne akademische Weihen mit der „Barlow Lecture on Dante“ am University College London beauftragt (bis 1926) und 1919 zum ersten Serena Professor of Italian an der University of Manchester berufen (bis 1923). An der Universität London war er von 1923 bis 1925 Professor für „Early Italian Language and Literature“, dann für Italienisch.
Gardner war Mitglied der British Academy (1925), sowie des Ordens der Krone von Italien (Offizier 1921, Kommandeur 1929, Großoffizier 1935).

## Werke
Monographien
- Dante's ten heavens. A study of the Paradiso, Westminster 1898, 1900, London 1904
- The Story of Florence, London 1900, 11. Auflage 1928; Florence and its story, London 1953, New York 1970, Nendeln 1971, Freeport 1972
- Dante, London 1900, 6. Auflage 1912, 1990
- (mit Philip H. Wicksteed) Dante and Giovanni del Virgilio, Westminster 1902, New York 1970, Freeport 1971
- The story of Siena and San Gimignano, London 1902, 1904
- Dukes & poets in Ferrara. A study in the poetry, religion and politics of the Fifteenth and early Sixteenth Centuries, London 1904, New York 1968, St. Clair Shores, Mich. 1972
- The king of court poets. A study of the work life and times of Lodovico Ariosto, London 1906, New York 1968, 1969
- Saint Catherine of Siena. A study in the religion, literature and history of the fourteenth century in Italy, London 1907; u. d. T.  The road to Siena. The essential biography of St Catherine, hrsg. von Jon M. Sweeney, Brewster, Mass. 2009
- The painters of the school of Ferrara, London 1911
- Dante and the mystics, New York 1912, London 1913, New York 1968
- The national idea in Italian literature, Manchester 1921
- Tommaso Campanella and his Poetry, Oxford 1923 (Taylorian lecture)
- Italian literature, London 1927, Folcroft 1979 (portugiesisch: História Breve da Literatura Italiana, Lissabon 1941)
- The Arthurian Legend in Italian Literature, London 1930, New York 1971
- Italy. A companion to Italian studies, London 1934

Herausgebertätigkeit
- The Cell of Self-Knowledge. Seven early English mystical treatises printed by Henry Pepwell in 1521, London 1910, New York 1966
- The Dialogues of Saint Gregory, London 1911, Merchantville, N. J. 2010
- Giovanni Pico della Mirandola, A Platonic Discourse upon Love, London 1914
- The Book of Saint Bernard on the Love of God, London 1916
- The reality of God, and religion & agnosticism. Being the literary remains of Baron Friedrich von Hügel, London 1931
- Dante, The Divine Comedy, London 1961